# ゲネゴー館
ゲネゴー館（Hôtel Guénégaud、オテル・ゲネゴ）は、フランスのパリに現存するかつての貴族の館。1651年から1655年の間に、アンリ・ド・ゲネゴ（Henri de　Guénégaud）から依頼を受けた建築家フランソワ・マンサール（François Mansart）により建てられた。
アンリ・ド・ゲネゴは、ブルボン朝第三代のフランス国王ルイ14世の財務総監、プランシー侯爵、モンブリゾン伯爵。
現在でも完全な状態で残る、高名高い建築家によるこの館は、狩猟・自然のためのフランソワ・ソメ（François Sommer）財団の本部、及びプライベートクラブとして使われている。狩猟博物館でもある。かつては狩猟・自然博物館であったが、現在ではその機能は隣接するHôtel Mongelas（オテル・モンジュラ）に移されている。
中庭と庭に囲まれた母屋、正面に突き出した両翼、そして通りに面したその構造は17世紀のパリの屋敷を代表しており、建物全体は品のある簡素さを感じさせる。現在でもその見事な階段は保存されており、1962年6月15日に歴史的建造物として登録された。